# Thibaut Vallette
Pour les articles homonymes, voir Vallette.
Thibaut Vallette, né le 18 janvier 1974 à Brest, est un officier supérieur français et cavalier de concours complet.
Il est médaillé de bronze individuel et par équipes aux Championnats d'Europe de concours complet 2015 et médaillé d'or par équipe aux Jeux olympiques de Rio avec Qing du Briot.

## Biographie
Thibaut Vallette fait ses classes préparatoires au Prytanée National Militaire de la Flèche en 1992-1995)[réf. nécessaire]. Il est formé à l'École spéciale militaire de Saint-Cyr, promotion 1995-1998 colonel Cazeilles. Il est officier (colonel depuis le 1er juin 2023).
En 2016, lors des Jeux olympiques d'été de 2016 à Rio de Janeiro, il est médaillé d'or au concours complet par équipes.
En 2018, lors des Jeux équestres mondiaux de 2018 à Tryon, il est médaillé de bronze au concours complet par équipes.
En 2021, il devient le 38e écuyer en chef du Cadre Noir.
En 2024, il porte la flamme olympique durant le défilé du 14 juillet.

## Distinctions
- Chevalier de la Légion d'honneur (décret du 30 novembre 2016[9])
- Croix du combattant
- Médaille d'Outre-Mer
- Médaille de la Défense nationale, échelon or
- Médaille de reconnaissance de la Nation
- Médaille commémorative française
- Médaille de l'OTAN pour le Kosovo[10]